# Sebastian Hamann
Sebastian Hamann (* 1968 in Hannover) ist ein deutscher Violinist und Hochschullehrer.

## Leben und Wirken

### Künstlerische Laufbahn
Sebastian Hamann erhielt im Alter von sechs Jahren ersten Violinunterricht in Kopenhagen. Sein Studium absolvierte er zunächst bei Uwe-Martin Haiberg und Winfried Rademacher an der Musikhochschule Lübeck, wo er in der Klasse von Nora Chastain sein Konzertexamen mit Auszeichnung ablegte. Er studierte außerdem privat bei Serge Collot und besuchte Meisterkurse bei Emanuel Hurwitz, Henry Meyer, Miriam Fried, Walter Levin, Heinrich Schiff, William Pleeth und dem Beaux Arts Trio. Hamann war Stipendiat der Kunststiftung Baden-Württemberg und 1994 Stipendiat des Deutschen Musikrates beim Deutschen Musikwettbewerb in Bonn. Er ist Preisträger verschiedener Wettbewerbe, unter anderem beim Possehl-Wettbewerb, beim Gian Battista Viotti Wettbewerb in Italien (1995) sowie beim Hochschulwettbewerb der Deutschen Musikhochschulen (1993).
Im Jahr 1989 wurde Hamann stellvertretender Konzertmeister der Deutschen Kammerakademie Neuss. 1991 wechselte er zu den Lübecker Philharmonikern (Theater Lübeck), wo er zunächst als 2. Konzertmeister und ab 1995 als 1. Konzertmeister wirkte. Von 1998 bis 2005 spielte er als 1. koordinierter Konzertmeister im Frankfurter Opern- und Museumsorchester. Ab 2007 war er Gastkonzertmeister des Mahler Chamber Orchestra. Des Weiteren arbeitete Hamann als Konzertmeister mit Orchestern zusammen wie dem Radio-Sinfonieorchester Stuttgart, den Festival Strings Lucerne, der Mecklenburgischen Staatskapelle Schwerin, den Philharmonikern Hamburg, den Essener Philharmonikern und dem WDR Sinfonieorchester Köln.
Zu seiner vielfältigen solistischen Tätigkeit zählte zum Beispiel die Interpretation des 1. Violinkonzertes von Hans-Werner Henze anlässlich des 75. Geburtstages des Komponisten in der Alten Oper Frankfurt. Zudem trat er als Solist und Konzertmeister beispielsweise bei den Salzburger Festspielen, beim Beethovenfest Bonn und beim Musikfest Bremen mit dem Balthasar-Neumann-Ensemble auf.
Als Kammermusiker spielte er mit dem Miró Trio bzw. dem Amati Quartett im Konzertsaal der New Yorker Frick Collection und bei Festivals wie dem Schleswig-Holstein Musik Festival, dem Ravinia Festival in Chicago, dem Rheingau Musik Festival, dem Gstaad Menuhin Festival, dem Sion Festival sowie der Biennale de quatuors à cordes in Paris und außerdem mit dem Wolfgang Bauer Consort bei den Klosterkonzerten Maulbronn. Er arbeitete außerdem mit dem Kammerorchester Camerata Hanseatica in Danzig zusammen und ist seit 2015 Mitglied des von Hans-Christian Schweiker gegründeten Ensembles Trio Testore in Aachen.
Hamann ist Gründer und künstlerischer Leiter der Camerata Lübeck und war künstlerischer Leiter des Lucerne Chamber Orchestra.

### Aufnahmen
Hamann wirkte als Solist, Kammermusiker und Konzertmeister bei CD-  und Rundfunkaufnahmen mit. Als Solist spielte er zum Beispiel in den 1990er Jahren Aufnahmen des Violinkonzerts von Kurt Weill, der Schottischen Fantasie von Max Bruch, Mozarts Sinfonia concertante sowie mit Werken von Franz Liszt und Fritz Kreisler ein.

### Lehrtätigkeit
Hamann nahm 1992 eine Lehrtätigkeit an der Musikhochschule Lübeck und 1998 an der Musikhochschule Frankfurt auf. Er war von 2003 bis 2007 Gastprofessor für Streichquartett an der Musik-Akademie der Stadt Basel. Ab 2004 lehrte er als Professor für Violine und Kammermusik an der Musikhochschule Luzern. Seit 2014 ist er Professor für Violine an der Hochschule für Musik Freiburg. Zusätzlich ist er seit 2022 Gastprofessor für Kammermusik an der Musikakademie  Danzig in Polen, wo er zuvor bereits in Meisterkursen unterrichtete. Meisterkurse gibt er auch zum Beispiel beim Allegra Festival in Bulgarien oder bei der Hamburger Schlossakademie. Er ist Jurymitglied bei internationalen Musik-Wettbewerben.

### Instrumente
Hamann spielt ein Instrument des Pariser Geigenbauers Georges Chanot, gebaut in den 1840er Jahren nach einem Modell des Geigenbauers Giovanni Paolo Maggini.

## Privates
Hamann stammt aus einer musikalischen Familie, er wurde als Sohn des Cellisten und Hochschullehrers Gerhard Hamann und Heide Westenhoff geboren. Sein Großvater war der Violinist und Komponist Bernhard Hamann. Sein Urgroßvater Johannes Gesterkamp war Violinist und Konzertmeister der Berliner Philharmoniker. Die Schauspielerin Evelyn Hamann war seine Tante. Im Oktober 2020 war Hamann zu Gast in der SWR-Sendung Ich trage einen großen Namen. Auch wirkte er bei der Fernsehproduktion Ein Abend für Evelyn Hamann anlässlich des 60. Geburtstags von Evelyn Hamann mit.

## Diskografie (Auswahl)
CD
- Miró-Trio. Werke von Beethoven, Brahms und Schönberg. (Audite; 1995)

- Musique Baroque À La Cour Royale. Mit dem Wolfgang Bauer Consort. CD (Maulbronn Monastery Edition, K&K Verlagsanstalt; 2001)

Konzertmitschnitt MP3
- Johann Sebastian Bach: Violinsonate Nr. 3 E-Dur BWV 1016. Mit Thomas Strauss, Cembalo. Maulbronner Klosterkonzerte (Edition Maulbronn)[9]

DVD
- Wolfgang Amadeus Mozart: Il re pastore. Mit Kresimir Spicer, Annette Dasch, Marlis Petersen, Andreas Karasiak, Arpiné Rahdjian, Solovioline: Sebastian Hamann, Balthasar-Neumann-Ensemble, musikalische Leitung: Thomas Hengelbrock. Salzburg Festival 2006 (Deutsche Grammophon; 2006)